# مخيم غورو
مخيم غورو هو مخيم سكنه النازحون الفلسطينيون في مدينة بعلبك في محافظة البقاع بلبنان في أعقاب نكبة عام 1948، وظلّ قائما لسنوات تحت إشراف منظمة وكالة الأمم المتحدة لإغاثة اللاجئين الأونروا قبل أن يتمّ إجلاء ساكنيه عنه خلال حقبة ستينيات القرن العشرين ونقلهم إلى مخيم الرشيدية الواقع في مدينة صور.

## لمحة تاريخية
كانت المنطقة التي أقيم عليها مخيم غورو والواقعة في مدينة بعلبك قبل عام 1943 تضم ثكنة عسكرية تابعة لقوات الجيش الفرنسي أثناء فترة وجود الانتداب الفرنسي في لبنان، وفي عام 1948 جرى تسكين بعض النازحين من القرى والمدن الفلسطينية المهجرة في هذه المنطقة، ولكن في وقت لاحق اضطرت السلطات اللبنانية وكالة الأمم المتحدة لإغاثة وتشغيل اللاجئين في عام 1963 إلى إخلاء منطقة غورو من سكانها ونقلهم إلى مخيم الرشيدية الواقع في مدينة صور في الجنوب اللبناني لآن المنطقة كانت ولا تزال آيلة للسقوط.